# Mihail Ivanovics Csigorin
 Ez a cikk a sakkjátszmák algebrai lejegyzését alkalmazza.
Mihail Ivanovics Csigorin (oroszul Михаил Иванович Чигорин, Gatcsina, 1850. november 12. – Lublin, 1908. november 12.) orosz sakkmester volt, a 20. század közepén és végén a világ sakkját uraló szovjet sakkiskola egyik legfontosabb inspirálója. 2013-ban beválasztották a World Chess Hall of Fame (Sakkhírességek Csarnoka) tagjai közé.
Szentpétervár közelében született és sokáig az akkori orosz fővárosban élt. A komoly sakkozók zöméhez képest nagyon idősen, 16 évesen ismerkedett meg a sakk alapjaival, az egyik tanára tanította meg sakkozni. Még ekkor sem igazán foglalkozott komolyan a játékkal, csak 1874 környékétől, mielőtt megkezdte hivatalnoki pályáját.
Miután megérintette a játék varázsa, otthagyta állását és profi sakkozónak állt. 1878 és 1880 közt a neves sakkozó Emanuel Schiffers, 1880-ban pedig Szemjon Alapin ellen vívott mérkőzéssorozatot és mindkettejüket alaposan megverte. Hamarosan a város, sőt talán egész Oroszország legjobb sakkozójának tekintették.
Első nemzetközi versenyén 1881-ben Berlinben holtversenyben a harmadik helyen végzett Szymon Winawerrel, Johannes Zukertort és Joseph Henry Blackburne mögött. Az 1883-as nagy londoni tornán negyedik volt Zukertort, Wilhelm Steinitz és Blackburne után. 1889-ben Weiss Miksával holtversenyben megnyerte a nagyon erős New York-i versenyt. Sikere után párviadalra hívta a világbajnok Steinitzet.
A Havannában 1889-ben vívott mérkőzést Csigorin 10½–6½ elvesztette. 1892-ben ugyanott újra összecsaptak és az orosz mester ekkor már keményebb diónak bizonyult, de Steinitz 12½–10½-re nyert. Csigorin mérlege a világbajnok ellen azonban impresszív volt: 24 győzelem, 27 vereség és 8 döntetlen. Egy nagy nyilvánosságot kapott távírón keresztül vívott mérkőzést is vívtak egymással, hogy így döntsenek el egy elméleti vitát. Csigorin némi előnyt kapott, mivel ő választhatta ki a megnyitást egy Steinitz által összeállított listáról, és meg is nyerte mindkét meccset.
A század vége felé hírneve egyre nőtt és a négy-öt legjobb élő játékos közé sorolták. 1893-ban Szentpéterváron páros mérkőzést vívott a félelmetes játékosnak tartott Siegbert Tarrasch ellen, amely döntetlenre végződött (kilienc-kilenc nyert meccs és négy döntetlen. Tarrasch ellen összesített mérlege életükben Csigorin számára volt a jobb, 14-szer nyert ellene és csak 13-szor vesztett, nyolc döntetlen mellett. Mások ellen ugyanakkor a mérlege vegyes volt, Richard Teichmannt például nyolcszor verte meg, három vesztett parti és egy döntetlen mellett, David Janowskitól viszont 17-szer is kikapott, csak négyszer nyert és négyszer döntetlenezett.
Élete legjobb teljesítményét az 1895-ös hastingsi versenyén mutatta be, ahol részt vettek a világ akkori legjobbjai. Csigorin második lett, az akkori világbajnok Emanuel Lasker, Tarrasch és a korábbi világbajnok Steinitz előtt. Megverte a versenygyőztes Harry Nelson Pillsburyt is. Győzött Lasker ellen is, mégpedig sötéttel, egy emlékezetes végjátékban, amelyben huszárpárja erősebbnek bizonyult a világbajnok futópárjánál. (Igaz, Lasker ellen végül nagyon rossz lett a mérlege, egy győzelem mellett nyolcszor kapott ki és négy döntetlent ért el.)
Egyéni nagy versenyeken 1896-ban a magyar Charousek Rudolffal holtversenyben nyert Budapesten és a rájátszásban a fiatal magyar sakkozónál is jobbnak bizonyult, 3 nyert és egy vesztett partiban. 1898-ban Kölnben Charousekkel és Wilhelm Cohnnal együtt holtversenyben a második lett Amos Burn után. Az 1899-es londoni tornán a csalódást keltő hetedik helyet érte el, igaz, ez nagyon erős verseny volt. 1901-ben Monte Carlóban Janowski és Carl Schlechter után harmadik lett.

## Fordítás
- Ez a szócikk részben vagy egészben  a   Mikhail Chigorin című angol Wikipédia-szócikk fordításán alapul.  Az eredeti cikk szerkesztőit annak laptörténete sorolja fel. Ez a jelzés csupán a megfogalmazás eredetét és a szerzői jogokat jelzi, nem szolgál a cikkben szereplő információk forrásmegjelöléseként.